# Carl Alvar Wirtanen
Carl Alvar Wirtanen (Kenosha, 11 de noviembre de 1910-7 de marzo de 1990) fue un astrónomo estadounidense que trabajó en Observatorio Lick.
Descubrió el cometa periódico 46P/Wirtanen además de otros tres cometas y 8 asteroides, entre los que destacan los asteroides Apolo (1685) Toro, (1863) Antinous y (29075) 1950 DA, que tiene un riesgo no despreciable de impactar contra la Tierra en el año 2880.
Estaba casado con la también astrónoma Edith Wirtanen.

## Descubrimientos

### Asteroides descubiertos
Entre 1947 y 1950 descubrió 8 asteroides. El Minor Planet Center acredita sus descubrimientos como C. A. Wirtanen.
| Asteroides descubiertos: 8 | Asteroides descubiertos: 8 |
| -------------------------- | -------------------------- |
| (1600) Vyssotsky           | 22 de octubre de 1947      |
| (1685) Toro                | 17 de julio de 1948        |
| (1747) Wright              | 14 de julio de 1947        |
| (1863) Antinous            | 7 de marzo de 1948         |
| (1951) Lick                | 26 de julio de 1949        |
| (2044) Wirt                | 8 de noviembre de 1950     |
| (6107) Osterbrock          | 14 de enero de 1948        |
| (29075) 1950 DA            | 22 de febrero de 1950      |

### Cometas descubiertos
Wirtanen también descubrió el cometa periódico 46P/Wirtanen y los no periódicos C/1947 O1 (Wirtanen), C/1948 N1 (Wirtanen), C/1948 T1 (Wirtanen) y C/1956 F1-A (Wirtanen).

## Epónimos
El asteroide (2044) Wirt descubierto en 1950 por el mismo fue nombrado en su honor, en un nombre propuesto por su colega Arnold R. Klemola. El nombre se puso en diminutivo ya que el planeta (1449) Virtanen, en honor al bioquímico Artturi Ilmari Virtanen, ya tenía un nombre muy parecido al apellido completo.
Además el asteroide (6029) Edithrand descubierto en 1948 fue nombrado en honor de su esposa.